# Daikii Bouba
Daikii Bouba (18 de marzo de 1996) es un deportista francés que compite en judo. Ganó una medalla de oro en el Campeonato Europeo de Judo de 2025, en la categoría de –66 kg.

## Palmarés internacional
| Campeonato Europeo | Campeonato Europeo     | Campeonato Europeo | Campeonato Europeo |
| Año                | Lugar                  | Medalla            | Categoría          |
| ------------------ | ---------------------- | ------------------ | ------------------ |
| 2025               | Podgorica (Montenegro) | Medalla de oro     | –66 kg             |